# Анкиярви
Анкиярви — озеро на территории Луусалмского сельского поселения Калевальского района Республики Карелии.

## Общие сведения
Площадь озера — 2,1 км², площадь водосборного бассейна — 203 км². Располагается на высоте 136,5 метров над уровнем моря.
Форма озера продолговатая: оно сильно вытянуто с северо-запада на юго-восток. Берега преимущественно возвышенные.
Через озеро течёт безымянный водоток, протекающий через цепочку озёр Кангиярви → Хирвисъярви → Енгуярви → Анкиярви и впадающий в итоге в озеро Вайкульское. Через последнее протекает река Писта, впадающая в озеро Верхнее Куйто.
Код объекта в государственном водном реестре — 02020000811102000004548.